# Japón en los Juegos Olímpicos de Londres 2012
Japón estuvo representado en los Juegos Olímpicos de Londres 2012 por un total de 290 deportistas que compitieron en 29 deportes.  
La portadora de la bandera en la ceremonia de apertura fue la luchador Saori Yoshida.

## Medallistas
El equipo olímpico japonés obtuvo las siguientes medallas:
| Nombre                                                                 | Deporte            | Competición                  |
| ---------------------------------------------------------------------- | ------------------ | ---------------------------- |
| Oro                                                                    |                    |                              |
| Ryota Murata                                                           | Boxeo              | Medio (75 kg) M              |
| Kohei Uchimura                                                         | Gimnasia artística | Concurso completo ind. M     |
| Kaori Matsumoto                                                        | Judo               | –57 kg F                     |
| Tatsuhiro Yonemitsu                                                    | Lucha libre        | 66 kg M                      |
| Hitomi Obara                                                           | Lucha libre        | 48 kg F                      |
| Saori Yoshida                                                          | Lucha libre        | 55 kg F                      |
| Kaori Icho                                                             | Lucha libre        | 63 kg F                      |
| Plata                                                                  |                    |                              |
| Mizuki Fujii Reika Kakiiwa                                             | Bádminton          | Dobles F                     |
| Suguru Awaji Kenta Chida Ryo Miyake Yuki Ota                           | Esgrima            | Florete por eqs. M           |
| Equipo                                                                 | Fútbol             | Torneo F                     |
| Ryohei Kato Kazuhito Tanaka Yusuke Tanaka Kohei Uchimura Koji Yamamuro | Gimnasia artística | Concurso completo por eqs. M |
| Kohei Uchimura                                                         | Gimnasia artística | Suelo M                      |
| Hiromi Miyake                                                          | Halterofilia       | 48 kg F                      |
| Hiroaki Hiraoka                                                        | Judo               | –60 kg M                     |
| Riki Nakaya                                                            | Judo               | –73 kg M                     |
| Mika Sugimoto                                                          | Judo               | +78 kg F                     |
| Ryosuke Irie                                                           | Natación           | 200 m espalda M              |
| Ryosuke Irie Kosuke Kitajima Takeshi Matsuda Takuro Fujii              | Natación           | 4 × 100 m estilos M          |
| Satomi Suzuki                                                          | Natación           | 200 m braza F                |
| Kasumi Ishikawa Ai Fukuhara Sayaka Hirano                              | Tenis de mesa      | Equipos F                    |
| Takaharu Furukawa                                                      | Tiro con arco      | Individual M                 |
| Bronce                                                                 |                    |                              |
| Koji Murofushi                                                         | Atletismo          | Martillo M                   |
| Satoshi Shimizu                                                        | Boxeo              | Gallo (56 kg) M              |
| Masashi Ebinuma                                                        | Judo               | –66 kg M                     |
| Masashi Nishiyama                                                      | Judo               | –90 kg M                     |
| Yoshie Ueno                                                            | Judo               | –63 kg F                     |
| Ryutaro Matsumoto                                                      | Lucha grecorromana | 60 kg M                      |
| Shinichi Yumoto                                                        | Lucha libre        | 55 kg M                      |
| Ryosuke Irie                                                           | Natación           | 100 m espalda M              |
| Ryo Tateishi                                                           | Natación           | 200 m braza M                |
| Takeshi Matsuda                                                        | Natación           | 200 m mariposa M             |
| Kosuke Hagino                                                          | Natación           | 400 m estilos M              |
| Aya Terakawa                                                           | Natación           | 100 m espalda F              |
| Satomi Suzuki                                                          | Natación           | 100 m braza F                |
| Natsumi Hoshi                                                          | Natación           | 200 m mariposa F             |
| Aya Terakawa Satomi Suzuki Yuka Kato Haruka Ueda                       | Natación           | 4 × 100 m estilos F          |
| Kaori Kawanaka Ren Hayakawa Miki Kanie                                 | Tiro con arco      | Equipos F                    |
| Equipo                                                                 | Voleibol           | Torneo F                     |

## Participantes por deporte
El número de participantes por deporte se detalla en la tabla siguiente:
| Deporte               | Hombres | Mujeres | Total |
| --------------------- | ------- | ------- | ----- |
| Atletismo             | 30      | 16      | 46    |
| Badminton             | 4       | 5       | 9     |
| Boxeo                 | 4       | 0       | 4     |
| Ciclismo              | 6       | 3       | 9     |
| Esgrima               | 3       | 4       | 7     |
| Fútbol                | 18      | 18      | 36    |
| Gimnasia artística    | 8       | 11      | 19    |
| Halterofilia          | 1       | 4       | 5     |
| Hípica                | 7       | 1       | 8     |
| Hockey sobre hierba   | 0       | 16      | 16    |
| Judo                  | 7       | 7       | 14    |
| Lucha                 | 9       | 4       | 13    |
| Natación              | 15      | 14      | 29    |
| Natación sincronizada | 0       | 9       | 9     |
| Pentatlón moderno     | 2       | 1       | 3     |
| Piragüismo            | 5       | 3       | 8     |
| Remo                  | 2       | 3       | 5     |
| Saltos                | 0       | 1       | 1     |
| Taekwondo             | 1       | 2       | 3     |
| Tenis                 | 0       | 2       | 2     |
| Tenis de mesa         | 3       | 3       | 6     |
| Tiro                  | 2       | 2       | 4     |
| Tiro con arco         | 3       | 3       | 6     |
| Triatlón              | 2       | 3       | 5     |
| Vela                  | 5       | 4       | 9     |
| Voleibol              | 2       | 12      | 14    |
| Total                 | 139     | 151     | 290   |